# Xian de Hengshan (Hunan)
Pour les articles homonymes, voir Hengshan.
Le xian de Hengshan (衡山县 ; pinyin : Héngshān Xiàn) est un district administratif de la province du Hunan en Chine. Il est placé sous la juridiction de la ville-préfecture de Hengyang et doit son nom au mont Heng, situé sur son territoire.

## Démographie
La population du district était de 402 683 habitants en 1999.